# Honigtopfameisen-Wandgemälde
Das Honigtopfameisen-Wandgemälde (englisch Honey ant mural oder Honey ant dreaming) entstand im Juli 1971 (in anderen Quellen vom Juni bis August) in Papunya, Northern Territory. Papunya gilt wegen dieses Wandgemäldes, das sieben Aborigines schufen, als die „Geburtsstätte einer der bedeutendsten Bewegungen in der modernen Kunst Australiens“. Diese neu entstandene Richtung wird Dot Painting (deutsch: Punktmalerei) und Papunya Tula genannt. Das Wandgemälde ging bereits 1972 verloren; es sind nur wenige Fotos davon erhalten geblieben.

## Vorgeschichte
Die Aboriginessiedlung Papunya, in der heute neben anderen 150 Aborigines-Künstler leben, wurde 1959 in der Western Desert gegründet, um die Aborigines der Sprachgruppe der Pintupi und der Luritja der weißen australischen Gesellschaft zu assimilieren. Die Aborigines wurden entrechtet und konnten sich nicht mehr wie Jäger und Sammler frei bewegen. Sie waren in den ihnen aufgezwungenen Aufenthaltsorten von ihren Lebens- und kulturellen Wurzeln abgeschnitten. Darüber hinaus hatte diese Assimilierungspolitik zur Folge, dass ein weißer Protector of Aborigines nicht nur über ihre Aufenthaltsorte bestimmte, sondern auch entschied, wo sie zu arbeiten und ob und wen sie heiraten durften. Ferner konnte ein Protector auch Aborigineskinder gegen den Willen ihrer Familien in Erziehungsheime oder in weiße Familien verbringen, was zu dem geschichtlichen Phänomen der Gestohlenen Generation führte.
Geoffrey Bardon, der in den frühen 1970er Jahren als Kunstlehrer in Papunya beschäftigt war, beschrieb den Ort damals als „a foreign, miserable place of alcoholism, drunken fighting, car accidents and murder“ (deutsch: „einen seltsamen, elenden Ort mit Alkoholismus, Prügeleien aus Trunkenheit, Autounfällen und Mord“).
In der Siedlung Papunya gibt es ein Schulgebäude, in dem der junge Kunstlehrer Geoffrey Bardon, unterstützt durch seinen vom Aboriginesstamm der Arrernte abstammenden Assistenten Obed Ragett, unterrichtete. 1971 sah Bardon, dass die Aborigines Kreise und Spiralen in den Sand zeichneten. Daraufhin animierte er zunächst jugendliche Schüler, derartige Bilder auf die Mauern des Schulgebäudes zu malen. Dieser Versuch schlug fehl.

## Entstehung

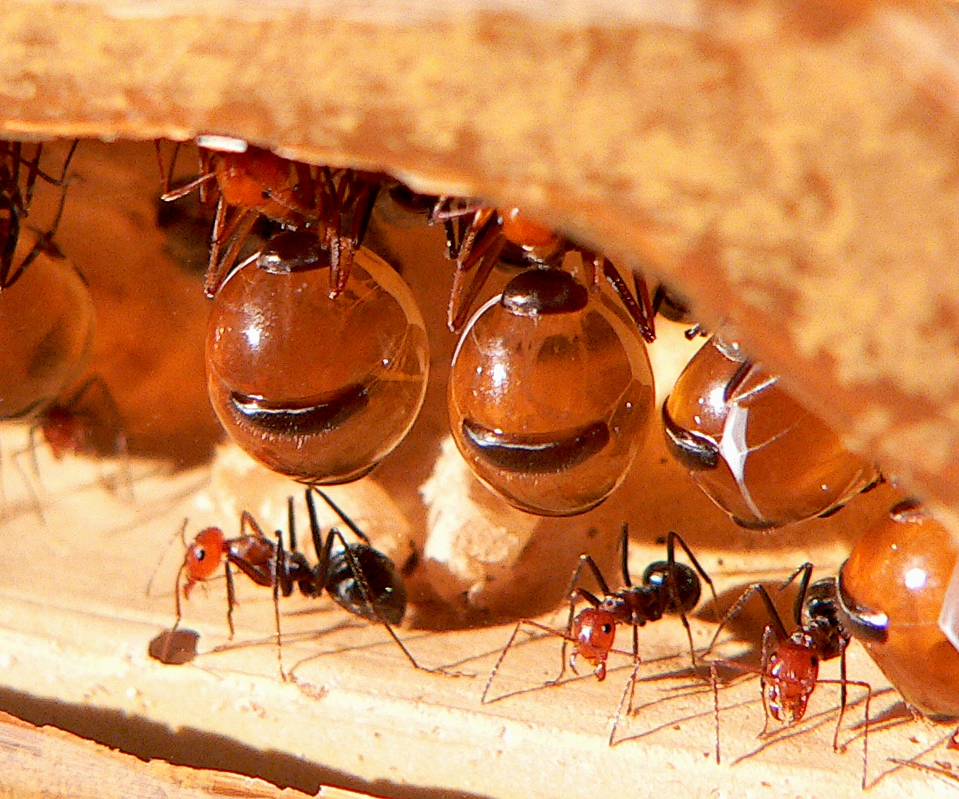
Honigtopfameisen, die Bush Food für die Aborigines darstellen

Nachdem mehrere erwachsene Aborigines, darunter Kaapa Tjampitjinpa, kleinere Gemälde an die Mauern gemalt hatten, schlossen sich sieben Aborigines zusammen, um ein monumentales Wandgemälde zur Traumzeitgeschichte der Honigtopfameisen zu malen. Dies erfolgte unter Aufsicht der Bewahrer der Honigtopfameisen-Traumzeit Old Tom Onion Tjapangati und Mick Wallangkarri Tjakamarra. Die sieben Künstler waren Kaapa Tjampitjinpa, der die Malergruppe führte, Billy Stockman Tjapaltjarri, Long Jack Phillipus Jakamarra, Johnny Warangkula Jupurrula und Don Ellis Tjapanangka.

## Beschreibung
Das Land um Papunya wird von den Aborigines Tjala genannt. Es ist in den Vorstellungen der Aborigines mit der Honigtopfameisen-Traumzeit verbunden. Die von ihren Ahnen ererbte Symbolsprache hatte sich in Darstellungen des Honigtopfameisen-Wandgemäldes sowohl in U- und Kreisformen als auch Linien niedergeschlagen. Die Formen des Wandgemäldes waren teilweise mit Punkten versehen, große kreisförmige Symbole waren nebeneinander aufgereiht und durch ein Band verbunden. Daneben befanden sich kleinere U-förmige Gebilde, Kreise und linear geformte Muster.

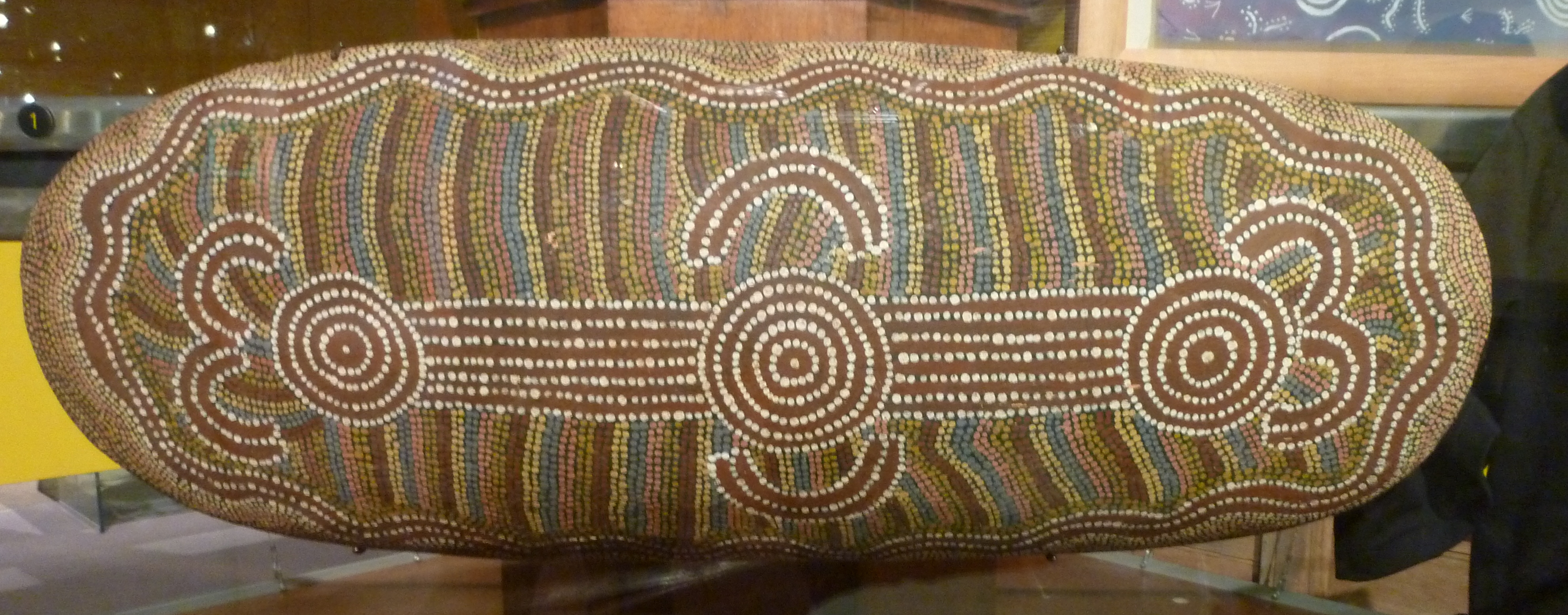
Ein Beispiel für Dot Painting, hier ein Coolamon

Die auf Gemälden vorkommenden Zeichen und Motive, die die Aborigines-Künstler verwendeten, stellen Verbindungen zum Land der Aborigines her. Die Symbole werden vieldeutig eingesetzt. So kann ein Kreis, wie er auf dem Honigtopfameisen-Wandgemälde verwendet wurde, beispielsweise auch einen Lagerplatz, ein Billabong oder ein Corroboree darstellen. Die verwendeten Symbole können auch Teil einer Person, eines Baumstamms oder Pflanzenstängels, zentraler Bestandteil einer essbaren Pflanze oder auch ein Landschaftsdetail sein, wie ein Hügel. Diese Symbole werden auch für Körperbemalungen und Bodenzeichnungen verwendet.
Als das Wandgemälde entstand, kamen jeden Nachmittag 50 männliche Pintupi dorthin, um während der Entstehungszeit und nach Fertigstellung vor dem Gemälde ihre Songlines zu singen und zu prüfen, ob „verbotene heilige Symbole der Aborigines“ dargestellt worden waren. Es gab mehrere Detailänderungen und das Gemälde musste zweimal hergestellt werden, da ein zentraler Verstoß gegen ein „heiliges Gesetz“ festgestellt wurde.
Eine letztendliche Deutung und das Verständnis der jeweiligen Kunstwerke des Dot Paintings erschließt sich nur den entsprechend initiierten Aborigines.

## Nachwirken
Nachdem das Honigtopfameisen-Wandgemälde fertiggestellt war, begannen auch weitere Aborigines zu malen. Bardon wies sie in moderne Maltechniken und -materialien ein. So konnten Bilder entstehen, die auf Leinwänden oder als Bretter transportabel und durch die Verwendung synthetischer Farben haltbar waren. Diese Bildwerke konnten ihren Entstehungsort verlassen, und eine breitere Wertschätzung der Kunst aus der australischen Wüste setzte ein. Dies war vorher mit Bildern auf Felsen und im Sand nicht möglich. Die wenigen Bilder, die von Aborigines zuvor auf Holz oder Rinden angefertigt worden waren, waren meist nicht zum Verkauf bestimmt gewesen.
Im September 1971 wurde die Papunya School Painters Co-operative von drei Weißen gegründet, darunter Bardon. Bardon gründete im November 1972 mit weiteren elf Aborigines, darunter Long Jack Phillipus Jakakamarra und Ronnie Tjampitjinpa, die Papunya Tula Artists Pty Ltd, um die wirtschaftlichen Interessen der malenden Aborigines zu wahren. 1974 zählte diese Organisation bereits 40 Mitglieder. Diese Organisationsform berücksichtigte die sozialen und wirtschaftlichen Interessen der malenden Aborigines und war für andere beispielgebend. 2009 gab es 42 derartige „desert Indigenous art communties“.
Der Name Tula stammt von dem kleineren der zwei Hügel bei Papunya, einem Gebiet der Honigtopfameisen-Traumzeit. Der erste Vorsitzende der Tula Artists war Kaapa Tjampitjinpa, der an der Erstellung des Honigtopfameisen-Wandgemäldes federführend beteiligt war. Die Tula Artists Company hatte im Jahr 2011 49 indigene Anteilseigner und 120 Mitglieder. Heute wird die Punya-Tula-Gemeinschaft als „flagship of a multimillion-dollar Indigenous arts industry“ (deutsch: „Flaggschiff einer indigenen Multimillionen-Dollar-Kunstindustrie“) bezeichnet. Amnesty International Australia schätzte 2011, dass die nationale Kunst der Aborigines einen Umsatz von 200 Millionen AUD generiert.
Nachdem Bardon Papunya verlassen hatte, wurde das Honigtopfameisen-Wandgemälde 1972 aufgrund einer geltenden Schulhaus-„Sauberkeitsverordnung“ vernichtet.